# Mecynotarsus sericilus
Mecynotarsus sericilus es una especie de coleóptero de la familia Anthicidae.

## Distribución geográfica
Habita en Hong Kong.